# Friedrich von Huene
Friedrich Richard von Hoinigen (Tubinga, 22 de março de 1875 - Tubinga, 4 de abril de 1969) foi um paleontólogo alemão que renomeou vários dinossauros no início do século XX. Ele também fez contribuições importantes sobre vários vertebrados permo-carboníferos.

## Biografia
Huene nasceu em Tübingen, no reino de Württemberg. Suas descobertas incluem os esqueletos de mais de 35 indivíduos do Plateossauros em Trossingen, os primeiros proto-dinossauro Saltopus em 1910, Proceratosaurus em 1926, o gigante Antarctosaurus em 1929, e muitos outros animais como Pterossauros. Ele também foi o primeiro a descrever várias táxons superiores, incluindo Prosauropoda e Sauropodomorfos.
Ele visitou o Rio Grande do Sul em 1928, onde coletou Prestosuchus chiniquensis, em 1938.
Ele também estudou vários vertebrados Permo-Carboníferos e Triássicos, incluindo membros de vários clados, como Temnospondyli, Synapsida, e Sauropsida. Em seu trabalho sobre os mesossauros, Huene indicou que a presença de uma menor fenestra temporal (como em sinapsídeos), uma interpretação posteriormente rejeitada por muitos trabalhadores subsequentes; contudo, confirmada recentemente.
Uma nova espécie basal de sauropodomorfo, o Lufengosaurus huenei, recebeu o nome de von Huene em 1941. Liassaurus huenei, um terópode carnívoro primitivo, recebeu esse nome em 1995, embora seja inválido e considerado informal.